# بيتر والاس
بيتر والاس (بالإنجليزية: Angus Wallace)‏ هو جراح بريطاني، ولد في 31 أكتوبر 1948.